# Егунов, Александр Валентинович
Александр Валентинович Егунов (Пустой шаблон {{ВД-Преамбула}} ) — российский игрок в пляжный футбол, футболист.

## Биография
Сын футболиста Валентина Егунова. Воспитанник клуба по пляжному футболу «Коломяги», первый тренер Виктор Бутомо. В 2023—2024 годах играл за «Кристалл», в Кубке России 2024 выступал за «Строгино».
С 2025 года — игрок футбольной команды дивизиона «Б» второй лиги России «Звезда» Санкт-Петербург.